# Coleophora parmeliella
Coleophora parmeliella é uma espécie de mariposa do gênero Coleophora pertencente à família Coleophoridae.